# El Nasir FC
El Nasir FC es un equipo de fútbol de Sudán del Sur que juega en el Campeonato de fútbol de Sudán del Sur, el torneo de fútbol más importante del país.

## Historia
Fue fundado en el año 2012 en la capital Juba, y es uno de los equipos fundadores del Campeonato de fútbol de Sudán del Sur, el cual lo ha ganado 5 veces, también ha ganado el torneo de copa en 5 ocasiones.
A nivel internacional es el primer equipo de Sudán del Sur en competir en un torneo oficial de la CAF, en la Copa Confederación de la CAF 2013, donde fue eliminado en la ronda preliminar por el Azam FC de Tanzania.

## Palmarés
- Copa Nacional de Sudán del Sur: 1

2012

## Participación en competiciones de la CAF
| Temporada | Torneo                       | Ronda      | Club    | Casa | Visita | Global |
| --------- | ---------------------------- | ---------- | ------- | ---- | ------ | ------ |
| 2013      | Copa Confederación de la CAF | Preliminar | Azam FC | 0-5  | 1-3    | 1-8    |